# SITAF
SITAF (Società Italiana per il Traforo Autostradale del Frejus SpA) (pl. Spółka włoska dla tunelu autostradowego Frejus) – włoska spółka powstała 29 października 1960 w Turynie. Na mocy wydanej przez ANAS koncesji do końca 2050 roku będzie zajmować się tunelem „Frejus” będącym ostatnim odcinkiem autostrady A32. Obecnie siedzibą SITAF-u jest Susa, a prezesem jest Giuseppe Cerutti.

## Udziałowcy
- ASTM – 36.530%
- ANAS – 31.746%
- miasto Turyn – 10.652%